# Gad Nassi
Gad Nassi est un écrivain et médecin juif turc.

## Biographie
Gad Nassi est né à Istanbul en 1937. C'est un juif séfarade. Après avoir obtenu son diplôme du lycée de Galatasaray, il est diplômé de la faculté de médecine de l'université d'Istanbul. Il s'est spécialisé en psychiatrie. Pendant ses études à l'université, il a également édité le journal Şalom (1962-1965), destiné aux Juifs turcs. Il a travaillé au bureau de presse du consulat israélien à Istanbul. Il a travaillé comme chef clinique et consultant psychiatrique à l'hôpital Abarbanel et au centre médical Ichilov en Israël. Il a épousé Perla Algranti et a immigré en Israël en 1970. Il s'installe d'abord à Ashdod, puis à Herzliya et ouvre une clinique psychiatrique,.
Gad Nassi a effectué de nombreuses recherches sur les racines folkloriques, culturelles et sociales des Juifs turcs et a écrit des livres et des articles de journaux. Le sabbataïsme, l’histoire et la culture séfarades et la langue ladino sont ses principaux sujets de recherche. Il a déployé des efforts considérables pour promouvoir et préserver la culture et la langue ladino. Il est l’un des fondateurs et rédacteurs de "El Amaneser (2003)", un supplément du journal Şalom publié en ladino,,.
En 1986, il a fondé MORIT, une organisation pour la préservation et la promotion du patrimoine juif turc. En 1989, il organise le "Premier Congrès international des Juifs turcs" en Israël. La conférence a constitué l’une des pierres angulaires du développement des relations entre la Turquie et le monde juif, et en particulier Israël. En décembre 1990, il a initié et collaboré avec WIZO Israël et la municipalité de Tibériade pour organiser une réunion commémorative à Tibériade en l'honneur de Dona Gracia Nassi. Il a édité et partiellement écrit le livre "Journalisme juif et imprimeries dans l'Empire ottoman et la Turquie moderne", publié en 2001,,.
Il est décédé le 3 novembre 2016 à Herzliya, en Israël.

## Livres
- 2001 - Dona Gracia Nasi, Jewish Journalism and Printing Houses in the Ottoman Empire and Modern Turkey
- 2002 - En Tierras Ajenas Yo Me Vo Murir (Je laisserai cette terre entre des mains étrangères)
- 2022 - Estorias de los tiempos biblikos